# Мурич, Эгон
Эгон Мурич (словен. Egon Murič; род. 15 января 1982, Блед, Радовлица) — словенский хоккейный центральный нападающий.

## Карьера

### Клубная
За свою карьеру выступал в словенских командах «Блед» и «Олимпия» (Любляна), а также в хорватском «Медвешчаке».

### Сборная
В сборной Словении провёл 20 игр, набрал 8 очков (4 гола и 4 голевые передачи). Участник чемпионатов мира 2006, 2007, 2008 и 2009 годов.

## Достижения
- Чемпион Словении: 2002/2003, 2003/2004, 2006/2007
- Победитель Второго дивизиона чемпионата мира среди молодёжи: 2000/2001
- Серебряный призёр Первого дивизиона A чемпионата мира 2008/2009
- Победитель Первого дивизиона B чемпионата мира 2006/2007